# Sinomanic
龙芯GX-1C笔记本电脑（Sinomanic Tianhua GX-1C）是一款由四川国芯科技于2006年10月推出的次级笔记本电脑。这款设备为了教育目的而设计，旨在使中国小学生了解如何使用电脑。